# Бруэм, Джули
Джули Бруэм (англ. Julie Brougham; 20 мая 1954 — 9 декабря 2021) — новозеландская конница, выступающая в выездке, самая возрастная участница летних Олимпийских игр 2016 года в Рио-де-Жанейро.

## Биография
С самого детства Джули Бруэм занималась конным спортом. С 7 лет Джули начала заниматься в пони-клубе и участвовала в региональных соревнованиях. Бруэм является многократной победительницей национальных чемпионатов по выездке.
В 2016 году Бруэм дебютировала на летних Олимпийских играх. На момент старта новозеландской спортсменке было 62 года и 83 дня, что позволило ей стать самой возрастной участницей Олимпийских игр в истории сборной Новой Зеландии, более чем на 5 лет превзойдя результат яхтсмена Уильяма Свиннертона, выступавшего на Играх 1956 года. Также Бруэм стала самой возрастной среди всех участников Игр в Рио-де-Жанейро. В рамках олимпийских соревнований Бруэм выступила в личной выездке на лошади Vom Feinsten. По итогам гран-при Бруэм показала результат 68,543 и, заняв итоговое 44-е место, завершила борьбу за медали.
Умерла 9 декабря 2021 года.